# De Elzenpasch
De Elzenpasch is een kleinschalige villawijk en een park in het voormalige dorp Drumpt binnen de gemeente Tiel. Er wonen ongeveer drieduizend mensen. Tot 1956 behoorde het gebied tot de gemeente Wadenoijen; in dat jaar werd Wadenoijen bij Tiel gevoegd.
De Elzenpasch was onderdeel van het vroegere landgoed De Elzenpasch aan de zandweg Tiel-Drumpt-Buren, thans de Burgemeester Meslaan / Groenendaallaan. Tot het landgoed behoorden de villa De Elzenpasch, een koetshuis, hofstede De Nest, het statige boerenhuis De Gouden Wagen, een boerderij, boomgaarden en een park met sterrenbos. Hiervan resteren nog het koetshuis, De Gouden Wagen en de boerderij.

## Geschiedenis
In de 17e eeuw bestond De Elzenpasch uit ruig struikgewas, riet en grienden. In 1819 werd het bij een verkoop omschreven als "Een Huis de Grote Elsenpasch genaamd met deszelfs agterhuis met daarbij behorende tuinen, alléén en landerijen...".
Aan het eind van de 18e eeuw had de familie Van Beek Calkoen hier een buitenhuis en een meekrapstoof. In 1827 kocht de Tielse notaris Dirk de Jongh het huis en de landerijen voor 11.000 gulden. In de periode 1820-1840 breidde hij zijn bezit in Drumpt geregeld uit door de aankoop van grond en kreeg het gebied een overwegend agrarische bestemming. Na zijn overlijden erfden zijn dochter Anna en haar man Cornelis de Jongh het landgoed, met inbegrip van De Gouden Wagen. Villa De Elzenpasch is mogelijk in 1843 gebouwd en kreeg in 1947 de naam Buitenzorg.
In 1847 verkocht C. de Jongh het landgoed voor circa 52.000 gulden aan Hendricus (Hein) Meijer Davidszn (1799-1872), koopman en brander uit Schiedam. Zijn bedrijf bestond vermoedelijk onder andere uit veertien branderijen, twee mouterijen een aantal pakhuizen en woonhuizen. Het landgoed omvatte inmiddels door huwelijk en vererving circa 45 hectare bouwland, moeras, elzen- en wilgenbossen. In 1849 liet Meijer het koetshuis op de hoek Burgemeester Meslaan / Groenendaallaan en de boerderij aan de Burgemeester Meslaan 62 bouwen. Boven de drie grote boogopeningen in de zijgevel van het koetshuis zit een gevelsteen met de tekst "De eerste steen gelegd door J.D. Meijer Hz. en P.C.M. Meijer, 12 april 1849"; dit zijn de oudste zoon en het vierjarig dochtertje van Hein Meijer. Karel George Zocher was betrokken bij de aanleg van de weelderige tuin in Engelse landschapsstijl met een grote vijver, theekoepel en kassen met tropische planten.
Na het overlijden van Hein Meijer werd het landgoed overgeschreven op naam van zijn oudste zoon Johannes David. Hij bewoonde de villa met zijn broers Henri en Piet en zijn zussen Johanna en Anna. Zij leefden teruggetrokken maar waren zeer begaan met de gemeenschap. Toen in 1930 de laatste bewoonster Anna Meijer overleed, betekende dat in zekere zin het einde van het landgoed. Het werd verkocht aan H.J. Mansfeld en de familie Van Nieuwenhuizen, die verschillende percelen vervolgens verkochten aan aannemers, boeren en fruitkwekers. Rond 1935 huurde de familie Van de Kraats het huis en de omringende tuin om er een pension, een theeschenkerij en een café te beginnen, en in 1936 werd een stuk grond van ruim 5 hectare verkocht voor woningbouw, de latere Oranjebuurt.
In de Tweede Wereldoorlog was de 113e batterij van de luchtdoelartillerie in de villa gelegerd. De Duitse luchtmacht wierp in de omgeving van de villa 74 bommen af, waarbij een militair licht gewond werd en zeventien vijandelijke vliegtuigen werden neergehaald. In 1942 werden er evacués uit Rotterdam en Den Haag ondergebracht. In 1951 kwamen 12.500 Molukkers naar Nederland en werden twaalf Molukse gezinnen in de villa gehuisvest. Nadat zij hem in 1961 hadden verlaten om domeinwoningen elders in Tiel te betrekken, stond hij jarenlang leeg. Het huis verviel steeds meer tot een grote brand het in 1967 totaal verwoestte. In 1969 kocht de gemeente Tiel de tuin aan, waarbij overeengekomen werd dat het oorspronkelijke landschapsplan zo goed mogelijk zou worden gehandhaafd. Sindsdien is het een openbaar park, waarvan de entree zich aan de Groenendaallaan bevindt. In 1969 bestempelde Staatsbosbeheer het park tot natuurgebied.

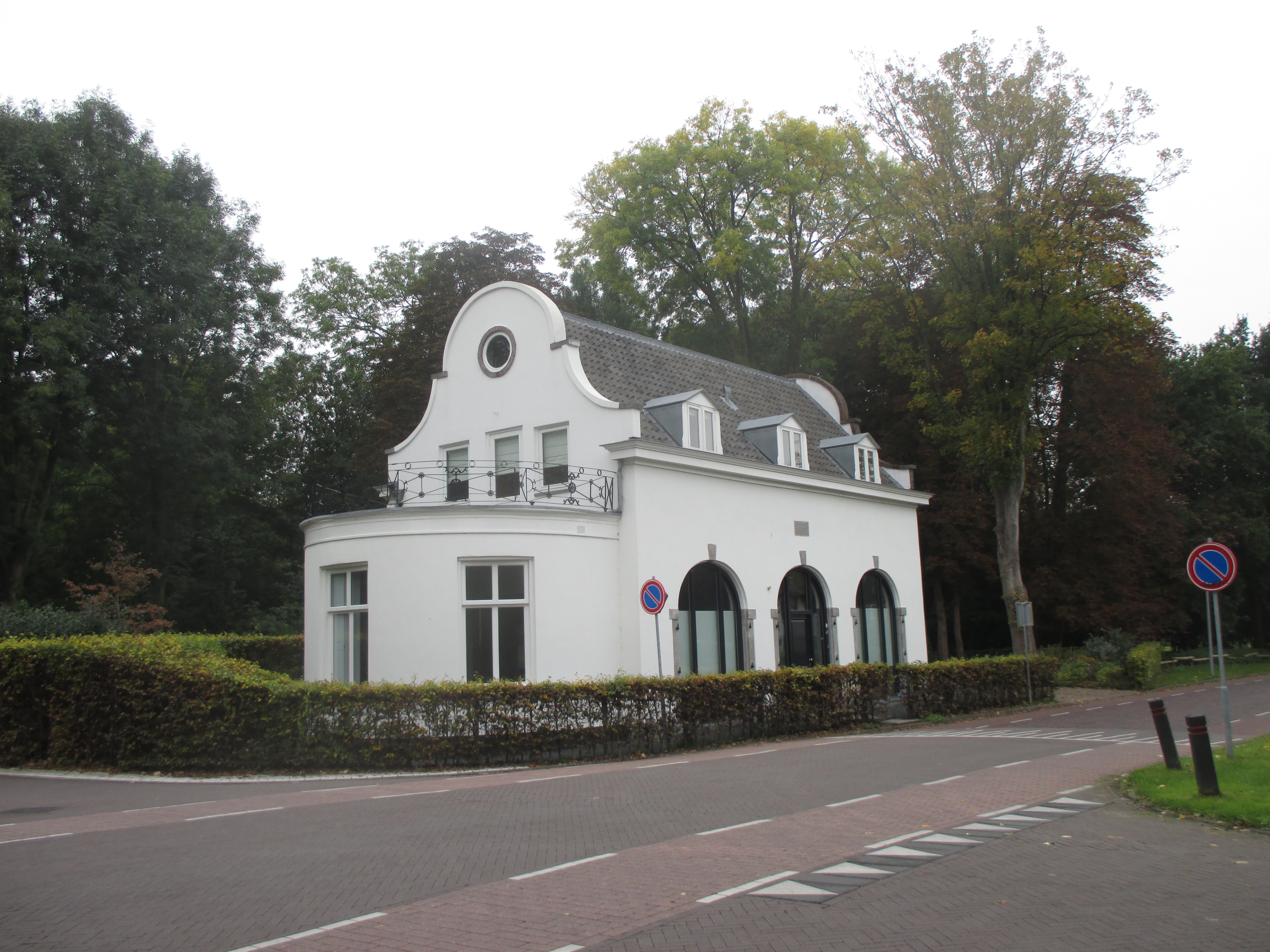
Koetshuis
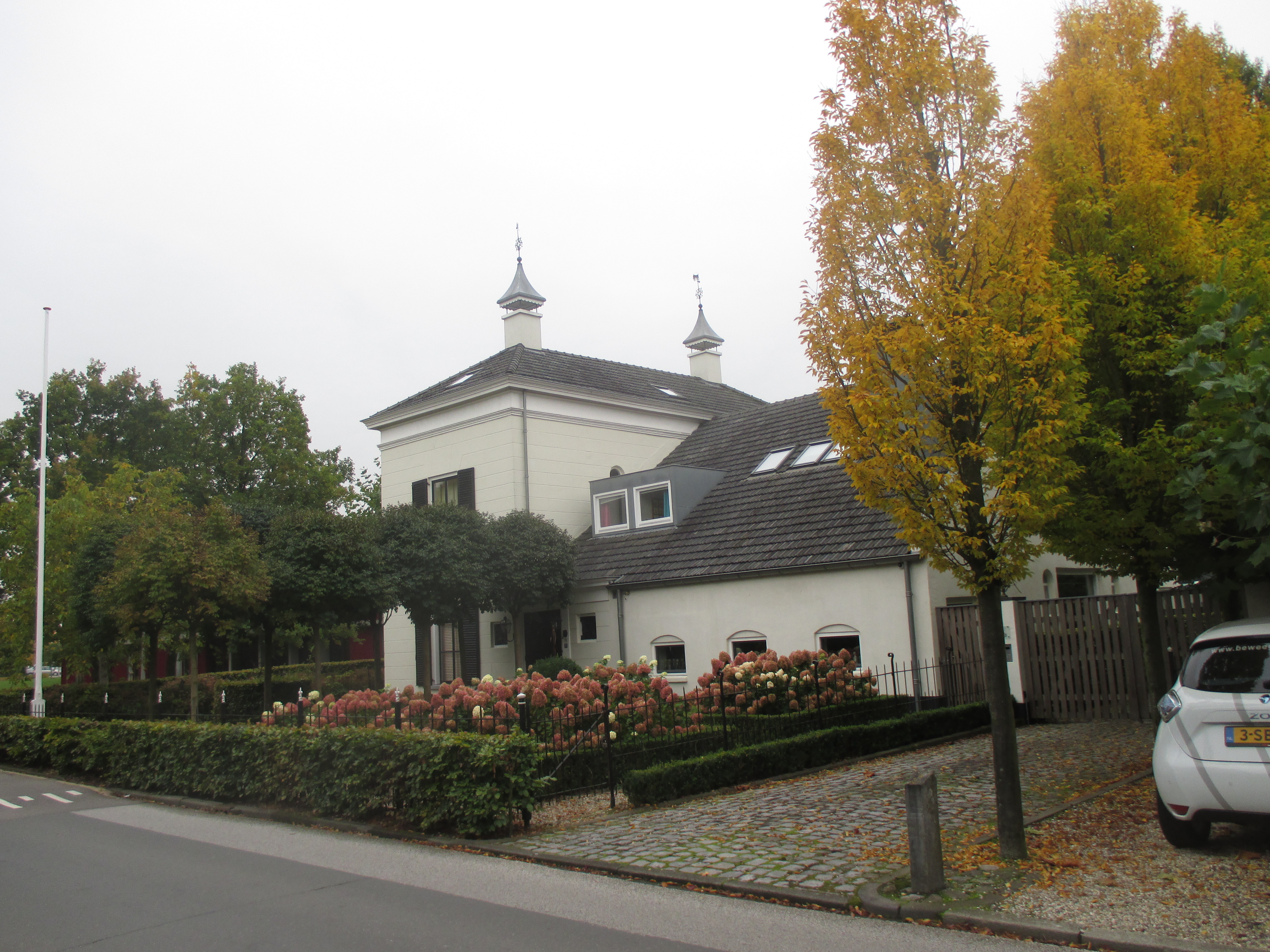
Vm. boerenhuis De Gouden Wagen
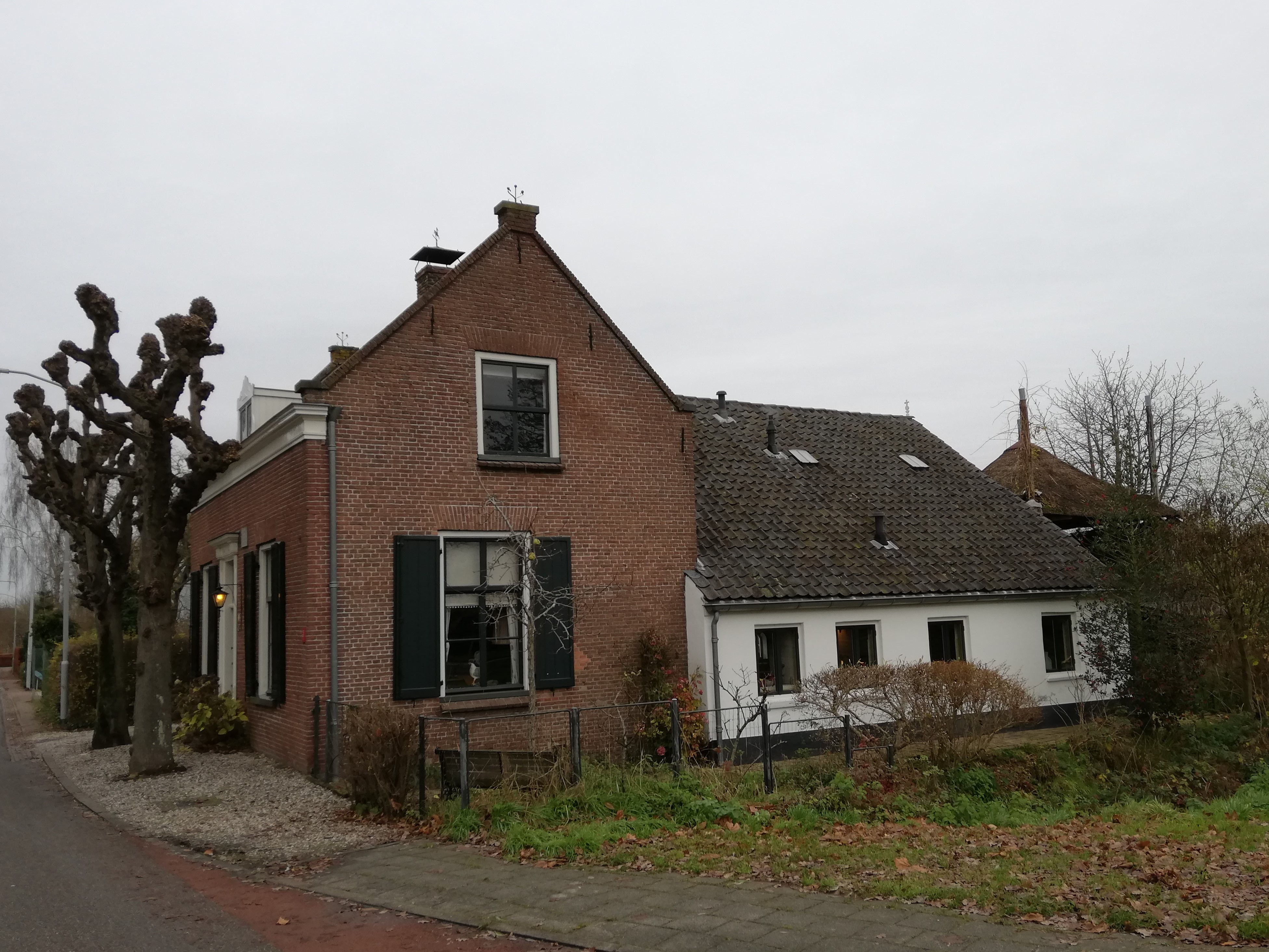
Boerderij